# Европейский маршрут E01
Европейский маршрут E01 — европейский автомобильный маршрут от Ларна, Северная Ирландия до Севильи, Испания. Маршрут проходит по территории, Великобритании, Ирландии, Португалии и Испании.
Трасса пересекает море между Россларе в Ирландии и Ферролем в Испании, однако паромы между ними не ходят.

## Северная Ирландия
Как и все остальные Европейские трассы в Великобритании, Е01 не обозначена на знаках в Северной Ирландии. Трасса начинается в Ларне, графство Антрим, как дорога А8. На коротком отрезке А8 в Ньютаунэбби трасса является автомагистралью и обозначается как автомагистраль A8(M). Эта автомагистраль вливается в гораздо более длинную Ирландскую трассу M2 до Белфаста. В Белфасте дорога переходит в А12, двухполосную трассу, идущую до автомагистрали М1. Дорога А1 ответвляется от автомагистрали около Лисберна и идет на юг сменяясь двухполосной и однополосной дорогами до последнего отрезка двухполосной дороги от Ньюри и далее пересекает границу, попадая в Ирландию

## Ирландия
Двухполосная дорога продолжается и в Ирландии как N1, которая от графства Лаут идет в качестве автомагистрали под именем М1. Дорога идет по М1 на юг к Дублину, где в северных пригородах вливается в окружную дорогу Дублина, автомагистраль М50. Далее трасса следует по М50 через пригороды Дублина, до того как перейти на автомагистраль М11 около Шанкиля. М11 идет дальше в качестве двухполосной дороги N11 южнее Брея в графстве Уиклоу. Эта часть дороги проходит через национальный заповедник «Долина Водопадов» (Glen of the Downs). Не считая однополосного куска дороги между Ратноу и Арклоу в графстве Уиклоу, дорога либо двухполосная, либо идет автомагистралью до южной части Гори в графстве Уэксфорд. После этого оставшаяся часть трассы в Ирландии является однополосной и проходит через несколько городков и поселков. N11 идет до Уэксфорда, где на станции снаружи города трасса пересекается с N25, идущей от Корка. Далее трасса идет по N25 до конечной точки в Ирландии в Рослэр Европорт.
Как и другие европейские трассы, Е01 не была обозначена в Ирландии до 2007. Часть трассы проходящая мимо Гори, открытая в 2007, была первой частью в Ирландии, получившей обозначение Е01, хотя обозначение появляется только на знаках на самой дороге, но ни на каких других указателях его нет. Обозначение также появилось на большинстве знаков на трассе М1 в июле 2008 и постепенно добавляется на знаках на трассе N11/M11.

## Испания
E01 имеет два отрезка в Испании. Северная часть трассы проходит от Ферроля до Туя на границе с Португалией. Трасса идет по автомагистрали AP-9 и проходит мимо городов Ла-Корунья, Сантьяго-де-Компостела, Понтеведра и Виго. Границу дорога пересекает по реке Миньо в городе Туй.

## Португалия
В Португалии трасса состоит из следующих частей, каждая из которых является автомагистралью:
- А3: Валенса (граница) — Брага — Порту
- А1: Порту — Коимбра — Лиссабон
- А3: Лиссабон — Албуфейра
- А22: Албуфейра — Каштру-Марин (граница)

На отрезке Авейру — Лиссабон дороги А1, Е01 следует тем же маршрутом, что и Е80. На этом отрезке обозначение Е80 превалирует над обозначением Е01 и обозначение последнего появляется редко.

## Испания
Второй отрезок трассы в Испании проходит между Айямонте на границе с Португалией и Севильей. Трасса следует по автомагистрали A-49 и проходит мимо Уэльвы. Граница между странами пересекается через реку Гвадиана.